# Clavularia frigida
Clavularia frigida is een zachte koraalsoort uit de familie Clavulariidae. De koraalsoort komt uit het geslacht Clavularia. Clavularia frigida werd in 1887 voor het eerst wetenschappelijk beschreven door Danielssen. 